# LOFT
El Large Observatory for X-ray Timing (LOFT) és una proposta de missió espacial de l'ESA programat per llançar al voltant de 2022, dedicat a l'estudi de les estrelles de neutrons, forats negres i altres objectes compactes per mitjà del seva molt ràpida variabilitat de raigs X.
La missió es va presentar a la convocatòria de propostes M3 Cosmic Vision de l'ESA, i va ser seleccionat, juntament amb altres tres missions, per una fase d'avaluació inicial.
LOFT compta amb el suport d'una gran col·laboració internacional, dirigit per investigadors repartits en la majoria dels països europeus, entre ells Itàlia, Suïssa, Alemanya, Dinamarca, Regne Unit, Grècia, Irlanda, el Països Baixos, Polònia, República Txeca, Espanya, i amb la contribució del Brasil, Canadà, Israel, Estats Units i Turquia. SRON Netherlands Institute for Space Research treballa com a investigador principal.

## Arquitectura de la missió
La missió Large Observatory for X-ray Timing comprèn de dos instruments.
- Large Area Detector (LAD), un detector de raigs X colimat de 10 m²
- Wide Field Monitor (WFM), un monitor de raigs X de màscara codificada de gran angular

El Large Area Detector (LAD) arriba una àrea efectiva de ~10 m² (més d'un ordre de magnitud més gran que l'actual conjunt de detectors de raigs X de vehicles espacials, p.e. RXTE) en el rang de 2-50 keV, però, encara ajustant un llançador i plataforma convencional de petita/mitjana classe, gràcies al disseny monolític de la seva gran àrea de Silicon Drift Detectors (SDD).
El Wide Field Monitor (WFM) és un monitor de raigs X de màscara codificada amb un gran camp de visió (amb observació sobre el 50% del cel disponible pel LAD en qualsevol moment), i també es basa en la tecnologia Silicon Drift Detector. El seu rang d'energia de funcionament és el mateix de la LAD, p.e. 2-50 keV.

## Objectius
Els principals objectius científics del LOFT són:
- la determinació de l'estructura de les estrelles de neutrons i la seva equació d'estat
- l'estudi de la física en forts camps gravitatoris, p.e. en els discs d'acreció al voltant de forats negres
- els mesuraments directes de la massa i espíns de forats negres

A més d'aquests temes, LOFT també té voluntat en l'estudi general dels espectres de raigs X i la variabilitat per a una àmplia gamma de fonts astrofísiques, p.e. magnetars, galàxies actives, estrelles variables cataclísmiques, raigs X transitoris i esclats de raigs gamma.
Les capacitats úniques del LOFT, fa que aquests instruments siguin certament capaços de proporcionar nous avenços en una àmplia gamma d'àrees d'investigació astrofísica.